# إنذار طبي

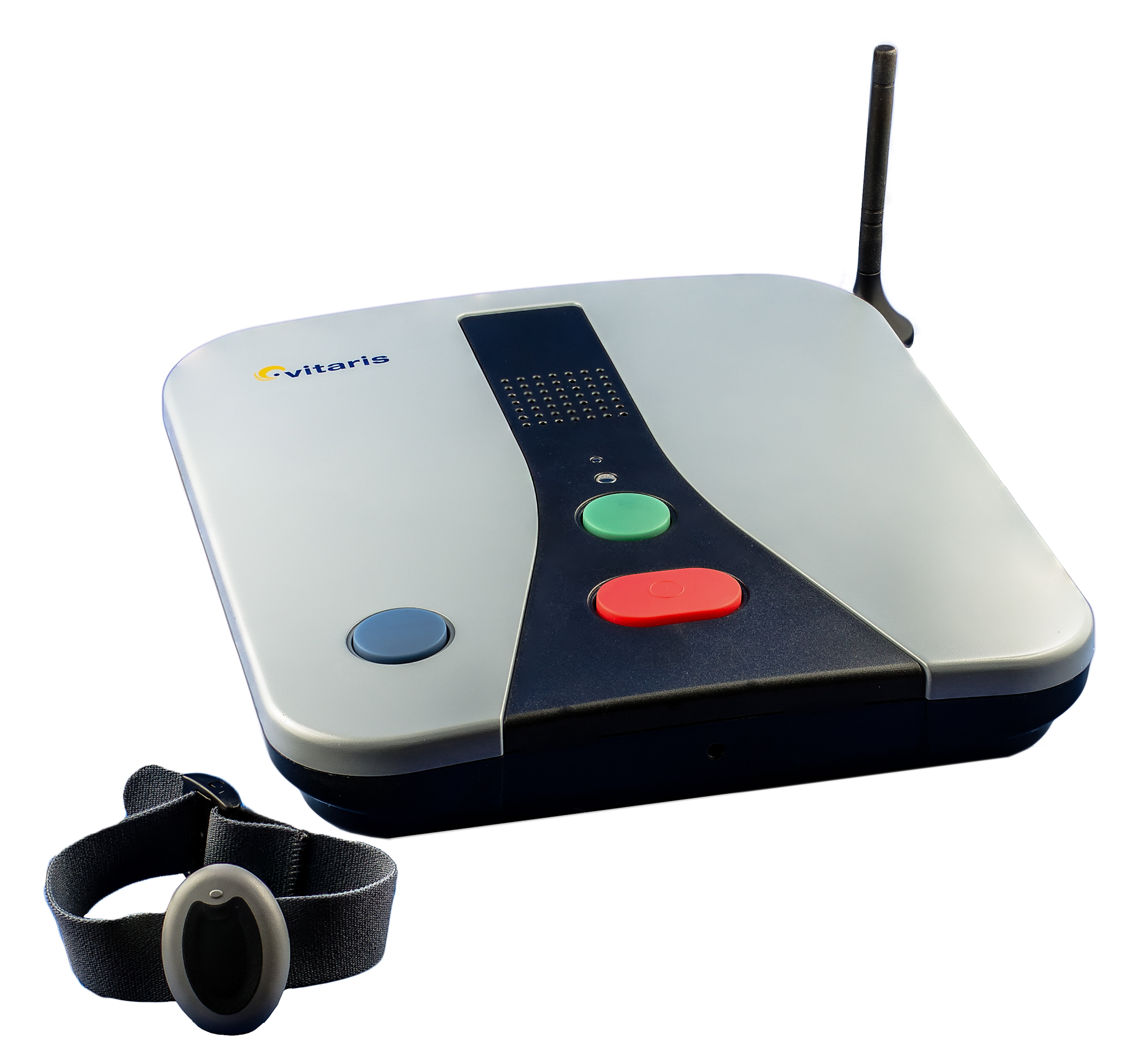

الإنذار الطبي (بالإنجليزية: Medical alarm) هو نظام إنذار مصمم لإرسال إشارة عن أي خطر يستدعي التدخل الطبي العاجل، ولتجميع أفراد الطوارئ والخدمات الطبية الطارئة. تُعبر مصطلحات نظام الاستجابة الطبية الطارئة والتأهب الطبي أيضاً عن الإنذار الطبي.
تحتوي الأنظمة النموذجية على ناقل لاسلكي ينشط في حالة الطوارئ. عند تفعيل الإنذار الطبي، تُرسل الإشارة إلى القسم المركزي لمتابعة الإنذارات، وغيرها من وكالات الطوارئ أو أرقام الهاتف المبرمجة. وينتقل الطاقم الطبي إلى موقع الإنذار.
يستخدم تلك الإنذارات الطبية بصورة شائعة كبار السن والمعاقون الذين يعيشون بمفردهم.

## الأصل
نشأت الإنذارات المنزلية وتطورت في ألمانيا في بداية سبعينيات القرن الماضي، على يد فيلهلم هورمان، بهدف تطوير بنية شاملة للعناية الإسعافية وغير الإسعافية للمرضى، وكبار السن، والذين يعيشون بمفردهم، وذوي الإعاقة.
وبالتالي يُنظر لمفهوم هورمان عن «الإنذار المنزلي» باعتباره مفهوم واسع، يشمل التواصل بشأن البيانات الطبية الحيوية والتواصل الاجتماعي، وغير محدود كـ«إنذار للمسنين». خضعت تلك المسألة للبحث العلمي في مصنفات نظام الاستجابة الطبية الطارئة.
نجحت عملية الزرع التقنية بمساعدة شركة الكهرباء العامة وشركة الراديو الألمانية «تيليفونكين»، قُدم الجهاز إلى المجتمع الدولي في بداية الثمانينيات. في عام 1982، نال هذا الاختراع جائزة فرانكفورت لإبداع الاقتصاد الألماني من نادي ريان ماين للأعمال التجارية.
قدمت الشركة الأمريكية الدولية للتليفون نظام هاتف للطوارئ في عام 1975، يشبه جهاز هورمان. يرتدي المستخدم ميدالية حول عنقه، توصل رسالة مبرمجة عند دفعها إلى العديد من أرقام الهاتف.

## أنواع مقدمي الخدمة
هناك العديد من أنواع مقدمي خدمة الإنذار الطبي:
- برامج المستشفى التي يعمل عليها المتطوعون.
- الشركات التي توفرها للمسنين في منازلهم.
- شركات الخدمات المتكاملة التي توفر التركيب والتعليم المستمر وبرامج الاختبار الدورية.
- الخدمات المنسقة فردياً المعتمدة على تطبيقات الهواتف الذكية لإيصال الإنذارات إلى قائمة من جهات الاتصال الشخصية.
- الأنظمة المغلقة التي تديرها منظمات مثل الجامعات أو مجتمع التقاعد المستمر للرعاية.

## أنواع الأجهزة
هناك عدد من الأجهزة المختلفة التي يمكن استخدامها لإصدار الإنذار.
- قلادة حول العنق
- جهاز صغير عند الحزام
- سوار
- كشافات الحركة المثبتة في المنزل
- كشافات معتمدة على رادار في الغرفة
- الهواتف الذكية[2]

تتطلب الأجهزة النشطة أن يبادر المستخدم لتفعيل شروط الإنذار، بينما تراقب الأنظمة الساكنة المستخدم وتصدر إنذاراً بناء على خوارزمية – السقوط أو الافتقار للنشاط ...إلخ. عيب الأجهزة النشطة أنها تتطلب تشغيلاً يدوياً وبالتالي يحتاج المستخدم أن يكون واعياً لإصدار الإنذار. تتطلب الأجهزة النشطة والأجهزة الساكنة أن يرتدي المستخدم الجهاز. قد تكون الأنظمة المثبتة باهظة الثمن وصعبة التوظيف.

## الوظيفية
يتكون نظام الإنذار الطبي من الآتي:
جهاز شخصي
- ناقل لاسلكي يرتديه المستخدم حول عنقه أو على الحزام أو حول معصمه
- تطبيق مثبت على الهاتف الذكي ومحمول في محفظة
- ربما يحتوي الجهاز على مكبر صوت وميكروفون

مجسات
- مجسات سقوط
- مجسات حركة
- مجسات فتح وإغلاق الباب
- مجسات استخدام على بعض الأجهزة الأخرى مثل الميكروويف

تواصل
- إتاحة الوصول للبيانات الخلوية لضمان العمل في أي مكان به هاتف خلوي
- محطة منزلية، إما أن تتصل بهاتف عادي، أو بشبكة الواي فاي، أو إلى خط شبكة رقمية للخدمات المتكاملة، أو إلى شبكة بيانات خلوية. ربما تحتوي المحطة القاعدية على مكبر صوت أو مايكروفون.

بيانات
- تنقل بعض الأنظمة إحداثيات الموقع الذي نشأت منه إشارة الإنذار
- تكيفت بعض الأنظمة لنقل المعلومات الشخصية الإضافية عند تحفيز الإنذار (مثل العمر والتاريخ الطبي وغيرها)

مستجيب
- عمال الطوارئ الطبية من الفئة بي
- خدمة 911 المحلية
- الأصدقاء أو العائلة

هناك العديد من الملحقات بالإضافة لما ذُكر سابقاً (أزرار الطوارئ ومجسات السقوط وأجهزة كشف الدخان وأجهزة كشف ثاني أكسيد الكربون وأجهزة كشف الغرق وأجهزة كشف الحركة) التي يمكن وضعها في أرجاء المنزل وتدمج مع أنظمة المحطة القاعدية.
تتصل الكثير من المحطات المتوفرة مع شبكة رقمية للخدمات المتكاملة. تعمل تلك الأجهزة على البطاريات في حالة فشل الطاقة المركزية، وبالتالي تتمتع بالمزيد من الأمان.
يمكن للمستخدم أن يضغط على زر التنبيه في حالة الطوارئ على جهازه الشخصي، بدون الحاجة للوصول للهاتف. لا تحتاج الأنظمة الساكنة للحركة من أجل إصدار التنبيه، فتقوم به إذا توقف المستخدم عن الحركة لفترة، أو إذا كشفت تلك الأجهزة عن سقوط المستخدم على الأرض.
إذا كان للمحطة القاعدية خط هاتف، فيستطيع إنهاء أي مكالمة قائمة من أجل البدء في مكالمة للطوارئ.
تصل الإنذارات في بعض الأنظمة في المكاتب لعمال أنظمة الإنذارات (وهي خدمة عامة للإنقاذ أو شركة أمن خاصة) وتظهر بيانات الشخص المصاب (العنوان والحالة الطبية وسجلات هاتف العائلة). بينما لا تحتوي بعض الأنظمة الأخرى على تلك المشغلات، لكن يبرمج المستخدم الجهاز بإدخال أرقام بعض أفراد العائلة أو الجيران أو الطوارئ المحلية.
يرد المستجيب باستخدام مكبر الصوت أو الميكروفون إذا كان موجوداً، من أجل إيضاح نوع وشدة الطوارئ ومناقشة الإجراءات المطلوبة.
يمكن تبليع الأقرباء على حسب المنظمة المقدمة لخدمة الطوارئ ونوع حالة الطوارئ المطلوب المساعدة بها. يُبلغ الأطباء ومقدمي الخدمة الصحية أو خدمات الطوارئ الطبية في حالة كان ذلك ضرورياً. توفر بعض خدمات المتابعة جهاز إنذار يو إس بي طبي للعميل حتى يتسنى لطاقم الطوارئ الطبية الوصول الفوري للمعلومات الطبية الحيوية للمريض.
تُستدعي بعض الخدمات الأرقام التي انتقاها المستخدم، أو يُستدعى الأقرباء والجيران مباشرة، ما يوفر تكاليف خدمة المراقبة.
من الشائع في بعض الأنظمة أن يمتلك المستخدم مفتاحًا لبيت جاره أو في مكتب النظام حتى يتمكن طاقم الطوارئ من الدخول للمنزل حتى لو لم يتمكن المقيم من فتحه. يُحتفظ بتلك المفاتيح في مكان آمن، وتُوسم بأرقام لمنع أي استخدام غير لائق.
يوجد خيار «الإنذار الساكن» (يُسمى في بعض الأحيان ساعة الأمان) بالإضافة لخيار «الإنذار النشط»، بناءً على مبدأ يُدعى تحويل الإنسان الميت. يوجد في بعض الأنظمة زر يضغط عليه المستخدم غير مرة في اليوم، للتأكد من صحة المستخدم. إذا غاب هذا التأكيد لفترة طويلة (أكثر من 12 ساعة على الأغلب)، تُجرى مكالمة تليفونية أو يُرسل شخص لفحص إذا كان كل شيء على ما يُرام في مكان الإقامة.
بناءً على الشركة المقدمة للخدمة، قد توفر الأنظمة ما يزيد عن استخدام الطوارئ. بعض الحلول تشمل الحديث هاتفياً مع المستخدم بصورة دورية.

## المتابعة
تجري بعض الأنظمة مكالمة هاتفية لمقدمي خدمات الطوارئ مثل 911 في حالة الإنذار. بينما تجري بعض الأنظمة الأخرى مكالمة هاتفية مع أرقام محددة سلفاً مثل الأصدقاء والأقرباء. بينما ترسل غيرها من الأنظمة رسالة نصية إلى أرقام محددة.
توفر بعض الأنظمة متابعة دائمة 24 ساعة كل يوم من أيام السنة. خدمة متابعة الإنذارات الطبية (المحطة المركزية) هي مركز اتصالات يعمل به محترفون متدربون. هؤلاء المحترفون متاحون في كل الأوقات لاستقبال المكالمات الهاتفية من أنظمة الإنذارات. تمتلك أنظمة المتابعة التي نالت موافقة يو ال (منظمة سلامة) أنظمة استرجاع داخلية لإضافة فائض. توظف بعض الخدمات طاقم مدرب طبياً للتمكن من تحديد شدة خطورة الطلبات الطبية. استجابة الأنظمة للإنذارات الطبية في الدول الأقل تقدماً ما تزال بطيئة.